# Blanquisme
Het blanquisme is een ultralinkse ideologie uit de 19e eeuw, gebaseerd op de ideeën en denkbeelden van Louis Auguste Blanqui.
Blanqui zelf is ooit lid geweest van de Carbonari, een revolutionaire beweging voor de unificatie van Italië.

## Gedachtegoed
Blanqui was voor de herverdeling van de rijkdom. Hij was geen marxist, noch geloofde hij in de arbeidersbewegingen of de macht van de werkende klasse. Hij was voor de revolutie. Deze revolutie moest uitgevoerd worden door een kleine groep, die daarna een tijdelijke dictatoriale regering zou instellen. Die periode van overgangstirannie moet de basis vormen van een nieuwe orde. Eenmaal deze orde geïnstalleerd, wordt die overgedragen aan het volk.  Blanqui had meer oog voor de revolutie, dan voor wat erna kwam, een pure en echte sociale maatschappij had hij niet in gedachte. Voor een blanquist was de revolutie en het neerhalen van de bourgeois maatschappij op zichzelf voldoende.